# King Moody
Pour les articles homonymes, voir Moody.
Robert "King" Moody est un acteur américain né le 6 décembre, 1929 à New York, New York (États-Unis), décédé le 7 février, 2001 à Tarzana (États-Unis).

## Filmographie
- 1959 : Teenagers from Outer Space : Spacecraft Captain
- 1962 : The Nun and the Sergeant (en) de Franklin Adreon : Pollard
- 1962 : Terror at Black Falls : Billy, barroom tough-guy
- 1963 : Five Minutes to Love : Blowhard
- 1964 : The Glass Cage : Tox Milner
- 1966 : Any Wednesday : Milkman
- 1967 : He & She (série TV) : Mr. McLaughlin
- 1968 : The Destructors (en)
- 1968 : Sweet November de Robert Ellis Miller : Digby
- 1968 : The Shakiest Gun in the West d'Alan Rafkin : Ernie
- 1970 : Des fraises et du sang (The Strawberry Statement) : TV Newscaster
- 1972 : Get to Know Your Rabbit : TV Reporter
- 1973 : Oh, Baby, Baby, Baby... (TV) : Dr. Fisher
- 1973 : Message to My Daughter (TV) : Frank
- 1989 : Get Smart, Again! (TV) : Shtarker
- 1990 : Wedding Band : Detective
- 1991 : Confusion tragique (Switched at Birth) (TV) : Dr. Zelf
- 1991 : À plein tube ! (The Dark Backward) : Twinkie Doodle
- 1992 : The Nutt House : Victor Kaplan